# Andrew Bird
Andrew Wegman Bird (n. 11 de julio de 1973, Illinois, Estados Unidos) es un cantautor de indie rock y neoswing . Alcanzó algún reconocimiento a mediados de los noventa como violinista auxiliar de los Squirrel Nut Zippers, una agrupación de jazz que reinterpretaba el sonido clásico del swing de la década del 30. En 1996 lanzó su álbum debut titulado Music of hair que mezclaba estilos como el blues, el jazz y el folk. Después lideró la agrupación llamada Andrew Bird's Bowls of Fire con los que lanzó los trabajos Thrills (1998) y Swimming hour (2001); mientras que en 1999, bajo su nombre grabó Oh! the Grandeur. La coyuntura vino en 2003 con The Weather Systems, un disco menos experimental que los anteriores, con un sonido enfocado hacia el rock independiente o indie rock, el pop y el folk. La grabación fue bien recibida por la crítica especializada, así como su sucesor The Mysterious Production Of Eggs. Para este disco, el cantautor empezó a aprender a tocar guitarra y a componer en dicho instrumento, lo que hace que este sea una especie de registro de su aprendizaje. Además de la guitarra y el violín, Andrew Bird ha proclamado ser un "silbador profesional". El 20 de marzo de 2007, Andrew Bird lanzó Armchair apocryphia con el sello Fatt Possum.

## Discografía
- 1996: Music of Hair.
- 1998: Thrills.
- 1999: Oh! The Grandeur.
- 2001: The Swimming Hour.
- 2003: Weather Systems.
- 2005: Andrew Bird & the Mysterious Production of Eggs.
- 2005: Fingerlings 3.
- 2007: Armchair Apocrypha.
- 2008: Soldier On.
- 2009: Noble Beast.
- 2010: Useless Creatures.
- 2012: Break It Yourself.
- 2012: Hands of Glory.
- 2013:  I Want To See Pulaski At Night
- 2014: Things are really great here, sort of... .
- 2015: Echolocations: Canyon.
- 2016: Are You Serious.
- 2019: My finest work yet.
- 2020: HARK!.
- 2021: 'These 13 .
- 2022: 'Inside Problems.